# Ann Linde
Ann Linde é uma política sueca, do Partido Social-Democrata.
Nasceu em 1961, na cidade de Helsingborg, na Suécia. 
Foi Ministra do Comércio (2016-2019 ) e Ministra dos Assuntos da União Europeia (2016-2019).

Foi Ministra das Relações Exteriores da Suécia e Ministra da Cooperação Nórdica em 2019–2022, no Governo Löfven II e no Governo Andersson.